# أنطون إدوارد فان أركل
أنطون إدوارد فان أركل (بالهولندية Anton Eduard van Arkel) هو كيميائي هولندي عاش في الفترة بين سنتي 1893 و1976.
ينسب إلى فان أركل اقتراح كلمة «نكتوجين» والمستخدمة لوصف عناصر مجموعة النتروجين. كما قام مع يان هندريك دي بوير بتطوير طريقة القضيب البلوري المستخدمة من أجل الحصول على فلزات مرتفعة النقاوة، كما هو الحال في فلزات التيتانيوم والفاناديوم والزركونيوم.
انتسب فان أركل إلى الأكاديمية الملكية الهولندية للفنون والعلوم في سنة 1962.